# 羊角街道
羊角街道，是中华人民共和国重庆市武隆区下辖的一个街道办事处。

## 行政区划
羊角街道下辖以下地区：
羊角碛社区、朝阳村、青春村、田湾村、庙岭村、艳山红村、茶岭村、峨岭村、碑垭村、永隆村和石床村。

## 特产
豆腐干、醋、碗碗羊肉。
羊角镇的豆腐干闻名远近，整条街都是大大小小的豆腐干店。此地豆腐干不同于市面上的豆腐干，色泽为黑褐色，纯粹豆腐香，块大且厚，无添加剂防腐剂，同正常菜肴，几日之后便会馊。
著名的有规模的豆腐干品牌有：樊三豆腐干、千鸽豆腐干、杨五豆腐干、王平豆腐干、羊角豆干，这几个品牌都喜好往外销售。而当地人则偏爱千里香豆腐干，此家豆腐干从不外销，只待人慕名而来，往往临近中午十一二点就已售罄。
羊角街道历来就有“醋厂”之称，所以醋是当地特产之一。
另外还有碗碗羊肉，即羊肉做的汤，颇有重庆风味，油、辣，味道极好。配上当地菜豆花和清水煮南瓜，人间极品。